# Гачев, Дмитрий Иванович
Дми́трий (Димитр) Ива́нович Га́чев (16 [29] января 1902, Брацигово, Пазарджикская область — февраль 1946 или март 1946, Адыгалах) — советский музыковед, историк эстетики. Болгарин по происхождению.

## Биография
Димитр Гачев родился в городе Брацигово в Болгарии, учился в Музыкальной академии в Софии по классу флейты, затем играл в оркестре. В 1921 вступил в ряды Болгарской коммунистической партии, участник Сентябрьского вооруженного восстания 1923 года. После подавления восстания эмигрировал в Бельгию, затем во Францию, работал там чернорабочим на заводах. В 1926 году приехал в СССР как политический эмигрант. В 1926—1929 годах учился на музыкально-научном отделении Московской консерватории по классу истории музыки М. В. Иванова-Борецкого. Был председателем общества «Музыка — массам». В 1929—1930 годах — ответственный редактор журнала «Пролетарский музыкант». В 1934 году окончил отделение литературы и искусства Института красной профессуры. Автор работ, посвящённых французской, немецкой и болгарской литературе, в том числе книги «Эстетические взгляды Дидро» (М., 1936), а также творчеству К. В. Глюка, Р. Вагнера. В 1934—1938 годах редактор, затем заведующий редакцией западноевропейских классиков Госиздата. Инициатор издания полного собрания музыковедческих трудов Р. Роллана.
Жена — музыковед Мирра Семёновна Брук, сын — литературовед Георгий Дмитриевич Гачев.
23 февраля 1938 года принят в Союз писателей СССР, но уже на следующий день арестован. 14 мая осуждён на 8 лет лагерей, 26 ноября 1945 года повторно осуждён на 10 лет. Умер в конце февраля или начале марта 1946 года в Адыгалахе (ныне в Магаданской области).